# Terme
 Ovo je glavno značenje pojma Terme. Za druga značenja pogledajte Terme (razdvojba).
Terme (latinski, preko grčkog “thermos”: topao) su javna kupališta u starom Rimu. Velike terme su bile građevine u kojima su se nalazili bazeni, vježbaonica, knjižnica, egzedre, šetališta, trijemovi i dr. Kupališni prostor je obuhvaćao svlačionice (apoditerium), prostorije s ugrijanim zrakom (tepidarium), kupališta (loutra), tople kupelji (caldarium), hladne kupelji (frigidarium), parne kupelji (sudatorium), bazene za plivanje (piscinae) i dr.; sve to bogato ukrašeno kipovima, freskama, podnim mozaicima i dr.
Terme su grijane podnim sustavom hipokaustike (hypokausterion), tj. glinenim cijevima ispod podova i cijevima prizidanima u zidove kojima je strujao topao zrak iz središnjeg ložišta.

## Povijest
Prve terme u Rimu su nastale u 3. st. pr. Kr., ali su bile jednostavne i zvale su se balnea. Prvi termalni monumentalni kompleks izgradio je konzul Agripa (19. pr. Kr.), a imele su pored velikog kupališta i okolni perivoj. Glavne terme u Pompejima još nisu bile dovršene 79. godine kada su se našle u djelu De Architectura, genijalnog vojnog arhitekta Vitruvija. Apolodor iz Damaska je iskoristio aksijalni i simetrilni tloctrt termi jednog Neronovog graditelja na Trajanovim termama gdje je jedan poseban odjeljak bio opskrbljen latinskom i grčkom knjižnicom, te prostorijama za čitanja i predavanja (auditoria).

## Znamenite terme
U Rimu su u 4. stoljeću postojale 354 terme, a najpoznatije, i najveće, bile su Karakaline, Trajanove i Dioklecijanove terme. 
- Karakaline terme (211. – 217.) su organizirane u dvije osi sa sjecištem u frigidariumu. Kao i kod bazilika, svjetlost je ulazila kroz prozore gornje galerije i osvjetljavala je bogate uzorke šarenog mramora, stakla, oslikanih dekoracija i mozaika koji su se zrcalili na površini vode.
- Dioklecijanove terme (298. – 306.), sa svojom veličinom od 13,000 m², ili 32,5 ha, su bile najveća rimska građevina svih vremena. U njihovom se središtu danas nalazi crkva Santa Maria degli Angeli ("Gospe od anđela").
- Rimsko kupatilo u Bathu, Engleska

U Hrvatskoj su sačuvani ostaci u Solinu, Visu, Aquae Iasae u Varaždinskim Toplicama i Hadrijanovoj vili na Brijunima.

## Društveni život u termama
Uz svoju primarnu namjenu kupališnog mjesta te su građevine bile i središte društvenog i kulturnog života. U njima su održavani poslovni sastanci, priređivane su izložbe slika, pjesnički recitali i sl.

## Poveznice
- Umjetnost starog Rima
- Akvadukt